# Jiangxi Open 2024 - Qualificazioni singolare
Le qualificazioni del singolare femminile del Jiangxi Open 2024 sono state un torneo di tennis preliminare per accedere alla fase finale della manifestazione svolte dal 26 al 27 ottobre 2024. Le vincitrici dell'ultimo turno sono entrate di diritto nel tabellone principale. In caso di ritiro di una o più giocatrici aventi diritto a queste sono subentrati le lucky loser, ossia le giocatrici che hanno perso nell'ultimo turno ma che avevano una classifica più alta rispetto alle altre partecipanti che avevano comunque perso nel turno finale.

## Teste di serie
1. Mananchaya Sawangkaew (qualificata)
2. Yao Xinxin (ultimo turno, lucky loser)
3. You Xiaodi (qualificata)
4. Jibek Kulambaeva (primo turno)

1. Liu Fangzhou (qualificata)
2. María Portillo Ramírez (primo turno)
3. Li Zongyu (primo turno)
4. Peangtarn Plipuech (primo turno)

## Qualificate
1. Mananchaya Sawangkaew
2. Liu Fangzhou

1. You Xiaodi
2. Priska Nugroho

### Lucky loser
1. Yao Xinxin

## Tabellone

### Sezione 1
|  | Primo turno | Primo turno           | Primo turno           | Primo turno | Primo turno |  |  | Ultimo turno | Ultimo turno          | Ultimo turno          | Ultimo turno | Ultimo turno |  |
|  |             |                       |                       |             |             |  |  |              |                       |                       |              |              |  |
|  | 1           | Mananchaya Sawangkaew | Mananchaya Sawangkaew | 6           | 6           |  |  |              |                       |                       |              |              |  |
|  | WC          | Jiang Xinyu           | Jiang Xinyu           | 4           | 4           |  |  | 1            | Mananchaya Sawangkaew | Mananchaya Sawangkaew | 6            | 6            |  |
|  |             | Eden Silva            | 6                     | 2           | 6           |  |  |              | Eden Silva            | Eden Silva            | 1            | 4            |  |
|  | 7           | Li Zongyu             | 2                     | 6           | 3           |  |  |              |                       |                       |              |              |  |

### Sezione 2
|  | Primo turno | Primo turno  | Primo turno  | Primo turno | Primo turno |  |  | Ultimo turno | Ultimo turno | Ultimo turno | Ultimo turno | Ultimo turno |  |
|  |             |              |              |             |             |  |  |              |              |              |              |              |  |
|  | 2           | Yao Xinxin   | 3            | 6           | 7           |  |  |              |              |              |              |              |  |
|  | WC          | Lu Jingjing  | 6            | 2           | 64          |  |  | 2            | Yao Xinxin   | Yao Xinxin   | 5            | 4            |  |
|  |             | Wang Jiaqi   | Wang Jiaqi   | 3           | 5           |  |  | 5            | Liu Fangzhou | Liu Fangzhou | 7            | 6            |  |
|  | 5           | Liu Fangzhou | Liu Fangzhou | 6           | 7           |  |  |              |              |              |              |              |  |

### Sezione 3
|  | Primo turno | Primo turno        | Primo turno        | Primo turno | Primo turno |  |  | Ultimo turno | Ultimo turno     | Ultimo turno     | Ultimo turno | Ultimo turno |  |
|  |             |                    |                    |             |             |  |  |              |                  |                  |              |              |  |
|  | 3           | You Xiaodi         | You Xiaodi         | 5           |             |  |  |              |                  |                  |              |              |  |
|  |             | Yang Yidi          | Yang Yidi          | 0           | r           |  |  | 3            | You Xiaodi       | You Xiaodi       | 6            | 7            |  |
|  |             | Ekaterina Jašina   | Ekaterina Jašina   | 6           | 7           |  |  |              | Ekaterina Jašina | Ekaterina Jašina | 2            | 5            |  |
|  | 8           | Peangtarn Plipuech | Peangtarn Plipuech | 3           | 64          |  |  |              |                  |                  |              |              |  |

### Sezione 4
|  | Primo turno | Primo turno            | Primo turno            | Primo turno | Primo turno |  |  | Ultimo turno | Ultimo turno   | Ultimo turno | Ultimo turno | Ultimo turno |  |
|  |             |                        |                        |             |             |  |  |              |                |              |              |              |  |
|  | 4           | Jibek Kulambaeva       | Jibek Kulambaeva       | 2           | 67          |  |  |              |                |              |              |              |  |
|  |             | Priska Nugroho         | Priska Nugroho         | 6           | 7           |  |  |              | Priska Nugroho | 1            | 6            | 3            |  |
|  |             | Feng Shuo              | Feng Shuo              | 7           | 6           |  |  |              | Feng Shuo      | 6            | 2            | 0r           |  |
|  | 6           | María Portillo Ramírez | María Portillo Ramírez | 64          | 2           |  |  |              |                |              |              |              |  |